# La Moqueuse
Pour les articles homonymes, voir La Moqueuse (navire).
La Moqueuse est la septième unité de la série des dix patrouilleurs de la Marine nationale française de type P400 destinés aux tâches de protection des zones économiques exclusives ou de service public. Son numéro de coque est P688. Le navire est retiré du service actif le 25 mai 2020.

## Historique
La Moqueuse a été lancée en 1986. Durant la prise d'otages d'Ouvéa en 1988, elle effectue des tirs d'intimidation alors que des gendarmes débarqués sur l'île par le P400 essuyaient quelques coups de feu.

## Missions
Les missions de La Moqueuse sont de l'ordre de la protection (patrouille, contrôle d'embargo, action de souveraineté, transport de commandos) ou de service public (secours en mer, police de la navigation, police des pêches, assistance aux zones isolées...), sous la responsabilité du commandant supérieur des forces armées de Nouvelle-Calédonie. Sa zone d'activité s'étend, à l'est, jusqu'à la zone économique exclusive de Wallis-et-Futuna, et, à l'ouest, jusqu'à l'Australie ou la Nouvelle-Zélande.

## Traditions

Pavillon de beaupré des FNFL

La devise de La Moqueuse est Sourire et vaincre. Elle est parrainée par les royaumes d'Alo et Sigave de Futuna. En tradition elle porte le pavillon de beaupré FNFL.